# Villa Grande
La Villa Grande, connue comme Gimlé entre 1941 et 1945 en référence à la mythologie nordique, est le nom d'une propriété à Bygdøy, à Oslo, en Norvège.

## Description
La propriété a appartenu à Samuel Eyde, le fondateur de Norsk Hydro, puis à Vidkun Quisling, un homme politique norvégien. Elle a également été occupée par Andrew Thorne (en), un général britannique.
Elle abrite le Centre d'études des minorités religieuses de l'Holocauste de Norvège et un musée consacré à la Shoah.
La propriété est référencée au patrimoine norvégien sous le no 90331.